# Bartramia macowaniana
Bartramia macowaniana är en bladmossart som beskrevs av C. Müller 1899. Bartramia macowaniana ingår i släktet äppelmossor, klassen egentliga bladmossor, divisionen bladmossor och riket växter. Inga underarter finns listade i Catalogue of Life.